# ژان دوم، امپراتور بیزانس
ژان دوم کومننوس یا یوانس دوم کومننوس(به یونانی: Ίωάννης Β΄ Κομνηνός)(به انگلیسی: John II Komnenos) (زادهٔ ۱۳ سپتامبر ۱۰۸۷ – درگذشتهٔ ۸ آوریل ۱۱۴۳) امپراتور روم شرقی (بیزانس) از ۱۱۱۸ تا ۱۱۴۳ بود. دوران فرمانروایی او به تلاش بی‌امان برای بازپس‌گیری تمامی نواحی پراهمیت امپراتوری بیزانس گذشت که درگذشته به تصرف اعراب، ترک‌ها و صلیبیون مسیحی درآمده بود.

## زندگینامه
ژان دوم پسر آلکسیوس یکم کومننوس، امپراتور وقت بیزانس و ایرنه دوکاس بود. پس از آنکه پدرش در ۱۱۱۸ درگذشت ژان با عنوا ژان دوم بر تخت امپراتوری روم شرقی نشست. او فردی جدی بود و بیشتر دوران حکومتش را همراه با سپاهیانش در نبردهای گوناگون گذراند. 
ژان پس از رسیدن به قدرت در ابتدا تمامی امتیازات تجاری‌ای را که پدرش به ونیزی‌ها اعطا کرده بود را ملغی نمود اما پس از آنکه ونیزی‌ها ناوگانی را به مقابله با او فرستادند مجبور شد تا از تصمیمش صرف‌نظر کند. در طول دههٔ ۱۱۲۰ او توانست تهدیدهای صرب‌ها، مجارها و پچنگ‌ها را خنثی نماید و در ۱۱۳۰ علیه راجر دوم، پادشاه سیسیل با لوتر دوم، امپراتور آلمان متحد شد.
ژان در دوران بعدی حکومتش فعالیت‌هایش را در شرق متمرکز ساخت و در ۱۱۳۵ موفق به شکست دانشمندیان در ملطیه شد. دو سال بعد او تمام سرزمین کیلیکیه را از پادشاهی ارمنستان سفلی بازپس گرفت و پس از آن ریموند پوآتیه، شاهزادهٔ انتاکیه را مجبور ساخت تا امپراتوری بیزانس را به‌عنوان اختیاردار کشورش به‌رسمیت بشناسد. ژان و ریموند سپس علیه اتابکان ترک‌تبار سوریه با یکدیگر متحد شدند اما لشکرکشی‌هایشان چندان موفقیت‌آمیز نبود. 
ژان سپس در ۱۱۴۳ به انتاکیه رفت تا مطالبه‌اش بر آن سرزمین را که بر سرش با ریموند به توافق رسیده بود را بار دیگر یادآوری نماید. ژان در ۸ آوریل همان سال به هنگام شکار و بر اثر اصابت تیری به او درگذشت. با مرگ ژان دوم پسرش مانوئل که پیشتر از سوی پدرش به‌عنوان جانشین او معرفی شده بود با عنوان مانوئل یکم بر تخت امپراتوری بیزانس نشست.